# Duchesse

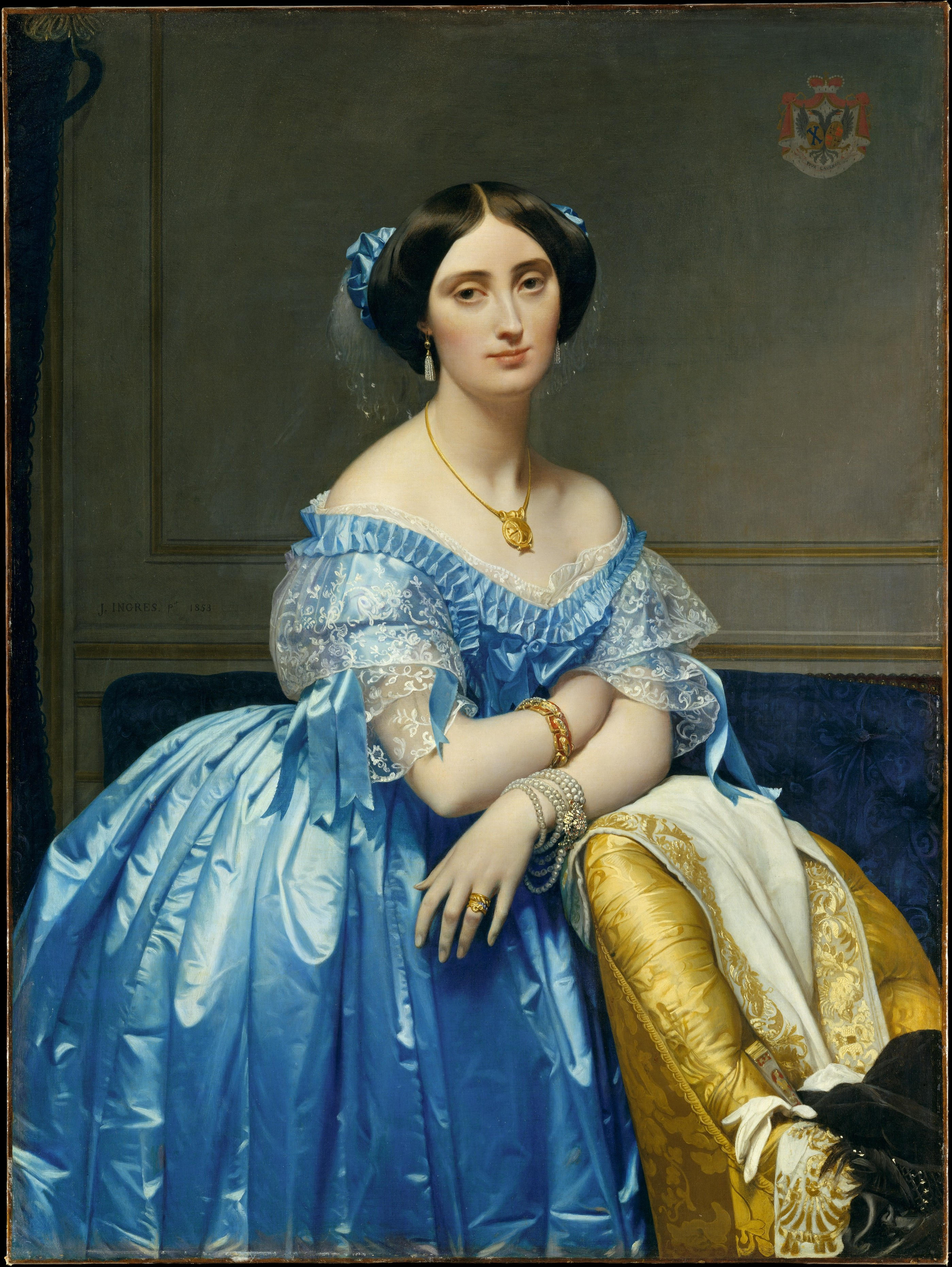
Kleid und Sesselbezug aus Duchesse; 1853

Duchesse (frz. für „Herzogin“) ist heute die Handelsbezeichnung für hochwertige, schwere und glänzende Gewebe aus Seide, Halbseide oder synthetischen Filamenten.
Ursprünglich handelte es sich um reinseidene Kettatlasgewebe in 12-bindigem Atlas (Satin), wobei die Kette aus Organsin und der Schuss aus Tramé bestand. Heute wird dieser Gewebetyp auch in achtbindigem Kettatlas hergestellt. 
Für diese Gewebebindungen muss eine hohe Fadenzahl in Kette (100 bis 200/dm) und Schuss (40 bis 90/dm) gewählt werden. Die Fadenfeinheit liegt in der Kette zwischen 6,8 und 3,4 tex und im Schuss zwischen 14 und 6,8 tex. Das Flächengewicht liegt zwischen ca. 60 und 140 g/m², was einen fließenden Fall bewirkt. Durch die dichte Kette wird ein hoher Glanzeffekt erzielt.
Duchesse wird zu festlichen Kleidern, Kostümen und Blusen verarbeitet sowie als Futterware für Jacken und Mäntel verwendet.